# UFC 196
UFC 196: McGregor vs. Diaz var en MMA-gala som arrangerades av Ultimate Fighting Championship och ägde rum 5 mars 2016 i Las Vegas i USA.

## Resultat
1. ↑  Titelmatch i bantamvikt.